# Lejre kommun
Lejre kommun är en kommun i Region Själland i östra Danmark. Före kommunreformen 2007 hade kommunen 8 852 invånare (2006) på en yta på 88,17 km². Kommunen bildades genom att socknarna Allerslev, Gevninge, Glim, Herslev, Kornerup, Osted och Rorup slogs samman då den danska kommunreformen 1970 genomfördes. 2007 slogs kommunen samman med Bramsnæs kommun och Hvalsø kommun.

## Övrigt
Lejrehögarna är en grupp gravhögar från folkvandringstiden belägna i byn Gammel Lejre utanför Roskilde i Danmark. Man har där hittat förbrända likrester från 500-talet.
Vid Lejre ligger också Historisk-arkæologisk Forsøgscenter som öppnade 1964.
"Ledra" (Ledreborg, Lethreborg) och "Leyra" är äldre namn på Lejre. På forndanska hette platsen Hledru, och historikerna kallar det Lethra på latin.

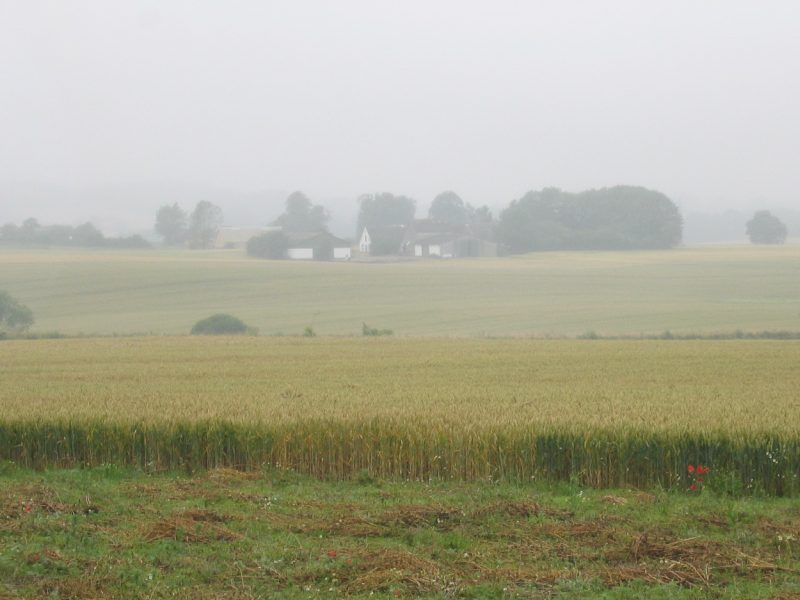
dimma i Lejre kommun.